# Рослини Чернігівської області, занесені до Червоної книги України
Список рослин Чернігівської області, занесених до Червоної книги України.

## Статистика
До списку входить 84 видів рослин, з них:
- Судинних рослин — 74;
- Мохоподібних — 4;
- Водоростей — 3;
- Лишайників — 1;
- Грибів — 2.

Серед них за природоохоронним статусом: 
- Вразливих — 43;
- Рідкісних — 15;
- Недостатньо відомих  — 0;
- Неоцінених — 19;
- Зникаючих — 7;
- Зниклих у природі — 0;
- Зниклих — 0.

## Список видів
| № п/п | Українська назва виду                                   | Латинська назва виду                                                 | Природоохоронний статус | Група           |
| ----- | ------------------------------------------------------- | -------------------------------------------------------------------- | ----------------------- | --------------- |
| 1     | Альдрованда пухирчаста                                  | Aldrovanda vesiculosa L.                                             | Рідкісний               | Судинні рослини |
| 2     | Астрагал піщаний                                        | Astragalus arenarius L.                                              | Вразливий               | Судинні рослини |
| 3     | Баранець звичайний                                      | Huperzia selago (L.) Bernh. ex Schrank et Mart.                      | Неоцінений              | Судинні рослини |
| 4     | Береза низька                                           | Betula humilis Schrank                                               | Вразливий               | Судинні рослини |
| 5     | Билинець довгорогий                                     | Gymnadenia conopsea (L.) R.Br.                                       | Вразливий               | Судинні рослини |
| 6     | Билинець найзапашніший                                  | Gymnadenia odoratissima (L.) Rich.                                   | Зникаючий               | Судинні рослини |
| 7     | Борідник паростковий                                    | Jovibarba sobolifera (Sims.) Opiz                                    | Рідкісний               | Судинні рослини |
| 8     | Брандушка різнобарвна (пізньоцвіт різнобарвний)         | Bulbocodium versicolor (Ker Gawl.) Spreng.                           | Вразливий               | Судинні рослини |
| 9     | Бровник однобульбовий (герміній однобульбовий)          | Herminium monorchis (L.) R. Br.                                      | Зникаючий               | Судинні рослини |
| 10    | Булатка довголиста                                      | Cephalanthera longifolia (L.) Fritsch                                | Рідкісний               | Судинні рослини |
| 11    | Булатка червона                                         | Cephalanthera rubra (L.) Rich.                                       | Рідкісний               | Судинні рослини |
| 12    | Верба лапландська                                       | Salix lapponum L.                                                    | Вразливий               | Судинні рослини |
| 13    | Верба Старке                                            | Salix starkeana Willd.                                               | Вразливий               | Судинні рослини |
| 14    | Верба чорнична                                          | Salix myrtilloides L.                                                | Вразливий               | Судинні рослини |
| 15    | Водяний горіх плаваючий                                 | Trapa natans L. s.l.                                                 | Неоцінений              | Судинні рослини |
| 16    | Гелодій Бландова                                        | Helodium blandowii (F.Weberet D.Mohr) Warnst.                        | Вразливий               | Мохоподібні     |
| 17    | Герицій коралоподібний                                  | Hericium coralloides (Fr.) Gray                                      | Вразливий               | Гриби           |
| 18    | Глевчак однолистий (малаксис однолистий)                | Malaxis monophyllos (L.) Sw.                                         | Вразливий               | Судинні рослини |
| 19    | Гніздівка звичайна                                      | Neottia nidus-avis (L.) Rich.                                        | Неоцінений              | Судинні рослини |
| 20    | Горицвіт весняний                                       | Adonis vernalis L.                                                   | Неоцінений              | Судинні рослини |
| 21    | Гронянка багатороздільна                                | Botrychium multifidum (S.G.Gmel.) Rupr.                              | Рідкісний               | Судинні рослини |
| 22    | Гронянка віргінська                                     | Botrychium virginianum (L.) Sw.                                      | Зникаючий               | Судинні рослини |
| 23    | Гронянка півмісяцева (ключ-трава)                       | Botrychium lunaria (L.) Sw.                                          | Вразливий               | Судинні рослини |
| 24    | Гудієра повзуча                                         | Goodyera repens (L.) R.Br.                                           | Вразливий               | Судинні рослини |
| 25    | Евастропсіс Ріхтера                                     | Euastropsis richteri (Schmidle) Lagerh.                              | Вразливий               | Водорості       |
| 26    | Едогоній косопоровий різновид донський                  | Oedogonium plagiostomum Wittr. ex Hirn var. tanaiticum Y.V. Roll     | Рідкісний               | Водорості       |
| 27    | Жировик Льозеля                                         | Liparis loeselii (L.) Rich.                                          | Вразливий               | Судинні рослини |
| 28    | Зелениця сплюснута (дифазіаструм сплюснутий)            | Diphasiastrum complanatum (L.) Holub                                 | Рідкісний               | Судинні рослини |
| 29    | Зелениця Цайллера (дифазіаструм Цайллера)               | Diphasiastrum zeilleri (Rouy) Holub                                  | Зникаючий               | Судинні рослини |
| 30    | Змієголовник Рюйша                                      | Dracocephalum ruyschiana L.                                          | Неоцінений              | Судинні рослини |
| 31    | Зозулині сльози яйцеподібні                             | Listera ovata (L.) R.Br.                                             | Неоцінений              | Судинні рослини |
| 32    | Зозулині черевички справжні                             | Cypripedium calceolus L.                                             | Вразливий               | Судинні рослини |
| 33    | Зозульки бузинові (пальчатокорінник бузиновий)          | Dactylorhiza sambucina (L.) Soy                                      | Вразливий               | Судинні рослини |
| 34    | Зозульки м'ясочервоні (пальчатокорінник м'ясочервоний)  | Dactylorhiza incarnata (L.) Soy s.l.                                 | Вразливий               | Судинні рослини |
| 35    | Зозульки травневі (пальчатокорінник травневий)          | Dactylorhiza majalis (Rchb.) P.F.Hunt et Summerhayes s.l.            | Рідкісний               | Судинні рослини |
| 36    | Зозульки Траунштейнера (пальчатокорінник Траунштейнера) | Dactylorhiza traunsteineri (Saut. ex Rchb.) Soy                      | Рідкісний               | Судинні рослини |
| 37    | Зозульки Фукса (пальчатокорінник Фукса)                 | Dactylorhiza fuchsii (Druce) Soy                                     | Неоцінений              | Судинні рослини |
| 38    | Кальдезія білозоролиста                                 | Caldesia parnassifolia (L.) Parl.                                    | Зникаючий               | Судинні рослини |
| 39    | Кладонія зірчаста, кладонія альпійська                  | Cladonia stellaris (Opiz.) Brodo                                     | Рідкісний               | Лишайники       |
| 40    | Ковила відокремлена                                     | Stipa disjuncta Klokov                                               | Вразливий               | Судинні рослини |
| 41    | Ковила волосиста                                        | Stipa capillata L.                                                   | Неоцінений              | Судинні рослини |
| 42    | Коручка болотна                                         | Epipactis palustris (L.) Crantz                                      | Вразливий               | Судинні рослини |
| 43    | Коручка темно-червона                                   | Epipactis atrorubens (Hoffm. ex Bernh.) Besser                       | Вразливий               | Судинні рослини |
| 44    | Коручка чемерникоподібна (коручка широколиста)          | Epipactis helleborine (L.) Crantz                                    | Неоцінений              | Судинні рослини |
| 45    | Косарики тонкі                                          | Gladiolus tenuis M.Bieb.                                             | Вразливий               | Судинні рослини |
| 46    | Косарики черепитчасті                                   | Gladiolus imbricatus L.                                              | Вразливий               | Судинні рослини |
| 47    | Лілія лісова                                            | Lilium martagon L.                                                   | Неоцінений              | Судинні рослини |
| 48    | Ломикамінь болотний                                     | Saxifraga hirculus L.                                                | Вразливий               | Судинні рослини |
| 49    | Любка дволиста                                          | Platanthera bifolia (L.) Rich.                                       | Неоцінений              | Судинні рослини |
| 50    | Любка зеленоквіткова                                    | Platanthera chlorantha (Cust.) Rchb.                                 | Рідкісний               | Судинні рослини |
| 51    | Мутин собачий                                           | Mutinus caninus (Huds.) Fr.                                          | Рідкісний               | Гриби           |
| 52    | Осока дводомна                                          | Carex dioica L.                                                      | Вразливий               | Судинні рослини |
| 53    | Осока житня                                             | Carex secalina Willd. ex Wahlenb.                                    | Вразливий               | Судинні рослини |
| 54    | Осока затінкова                                         | Carex umbrosa Host                                                   | Неоцінений              | Судинні рослини |
| 55    | Осока тонкокореневищна                                  | Carex chordorrhiza Ehrh.                                             | Вразливий               | Судинні рослини |
| 56    | Півники борові                                          | Iris pineticola Klokov                                               | Вразливий               | Судинні рослини |
| 57    | Півники сибірські                                       | Iris sibirica L.                                                     | Вразливий               | Судинні рослини |
| 58    | Підсніжник білосніжний (підсніжник звичайний)           | Galanthus nivalis L.                                                 | Неоцінений              | Судинні рослини |
| 59    | Плавун щитолистий                                       | Nymphoides peltata (S.G.Gmel.) Kuntze                                | Вразливий               | Судинні рослини |
| 60    | Плаун річний                                            | Lycopodium annotinum L.                                              | Вразливий               | Судинні рослини |
| 61    | Плаунець заплавний (лікоподієлла заплавна)              | Lycopodiella inundata (L.) Holub                                     | Рідкісний               | Судинні рослини |
| 62    | Плодоріжка блощична (зозулинець блощичний)              | Anacamptis coriophora (L.) R.M. Bateman, Pridgeon et M.W. Chase s.l. | Вразливий               | Судинні рослини |
| 63    | Плодоріжка рідкоквіткова (зозулинець рідкоквітковий)    | Anacamptis laxiflora (Lam.) R.M. Bateman, Pridgeon et M.W. Chase     | Вразливий               | Судинні рослини |
| 64    | Плодоріжка салепова (зозулинець салеповий)              | Anacamptis morio (L.) R.M. Bateman, Pridgeon et M.W. Chase           | Вразливий               | Судинні рослини |
| 65    | Псевдобрій цинклідієподібний                            | Pseudobryum cinclidioides (Huebener) T. J. Kop.                      | Рідкісний               | Мохоподібні     |
| 66    | Пухирник малий                                          | Utricularia minor L.                                                 | Вразливий               | Судинні рослини |
| 67    | Пухирник середній                                       | Utricularia intermedia Hayne                                         | Вразливий               | Судинні рослини |
| 68    | Росичка англійська (росичка довголиста)                 | Drosera anglica Huds.                                                | Вразливий               | Судинні рослини |
| 69    | Росичка середня                                         | Drosera intermedia Hayne                                             | Вразливий               | Судинні рослини |
| 70    | Рябчик руський                                          | Fritillaria ruthenica Wikstr.                                        | Вразливий               | Судинні рослини |
| 71    | Сальвінія плаваюча                                      | Salvinia natans (L.) All.                                            | Неоцінений              | Судинні рослини |
| 72    | Ситняг сосочкоподібний                                  | Eleocharis mamillata Lindb. f.                                       | Вразливий               | Судинні рослини |
| 73    | Смілка литовська                                        | Silene lithuanica Zapał.                                             | Неоцінений              | Судинні рослини |
| 74    | Сон лучний (сон чорніючий, сон богемський)              | Pulsatilla pratensis (L.) Mill. s.l.                                 | Неоцінений              | Судинні рослини |
| 75    | Сон розкритий                                           | Pulsatilla patens (L.) Mill. s.l.                                    | Неоцінений              | Судинні рослини |
| 76    | Спірогіра Рейнгарда                                     | Spirogyra reinhardii Chmiel.                                         | Вразливий               | Водорості       |
| 77    | Тимія мекленбурзька                                     | Timmia megapolitana Hedw.                                            | Зникаючий               | Мохоподібні     |
| 78    | Тортула Ранда                                           | Tortula randii (Kenn.) R.H.Zander                                    | Рідкісний               | Мохоподібні     |
| 79    | Тофільдія чашечкова                                     | Tofieldia calyculata (L.) Wahlenb.                                   | Вразливий               | Судинні рослини |
| 80    | Цибуля ведмежа (черемша)                                | Allium ursinum L.                                                    | Неоцінений              | Судинні рослини |
| 81    | Шафран сітчастий                                        | Crocus reticulatus Steven ex Adams                                   | Неоцінений              | Судинні рослини |
| 82    | Шейхцерія болотна                                       | Scheuchzeria palustris L.                                            | Вразливий               | Судинні рослини |
| 83    | Шолудивник високий                                      | Pedicularis exaltata Besser                                          | Зникаючий               | Судинні рослини |
| 84    | Шолудивник королівський                                 | Pedicularis sceptrum-carolinum L.                                    | Вразливий               | Судинні рослини |